# 德维恩·韦斯顿
德维恩·韦斯顿（英語：Dwain Weston，1973年1月31日—2003年10月5日），是澳大利亚跳伞运动员，低空跳伞运动员、翼装飞行运动员。2003年10月5日，在首届Go Fast Games运动大会结束之际，韦斯顿尝试飞越科罗拉多州卡农市附近的皇家峡谷大桥时因事故丧生。 

## 低空跳伞生涯
韦斯顿出生于澳大利亚悉尼，曾担任软件开发工程师，同时也是一名技巧丰富的体操运动员和冲浪运动员。  2002年，他在低空跳伞项目获得了世界冠军。他曾担任澳大利亚低空跳伞运动协会 （ABA）的主席。在众多低空跳伞运动员中，他是最早将杂技元素引入低空跳伞项目的运动员之一，同时也是各种跳伞技术的先驱。在他去世不久前，韦斯顿受雇于波音公司的国防航天与安全公司，从事开发卫星软件的机密工作。

## 死亡

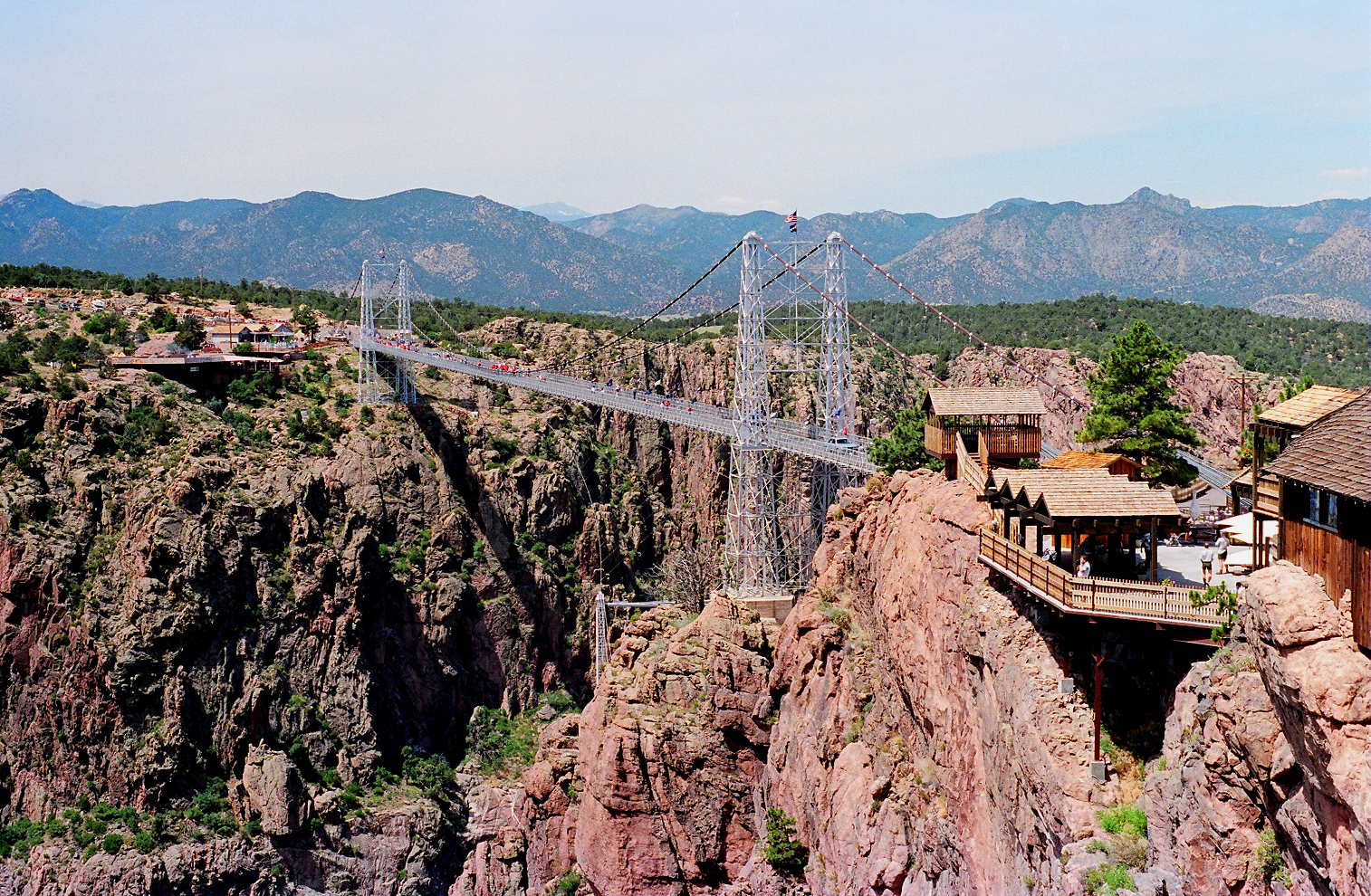
皇家峡谷大桥

2003年10月5日，在首届Go Fast运动大会结束即将时，韦斯顿因尝试飞越科罗拉多州卡农市附近的皇家峡谷大桥而丧生。  韦斯顿当时穿着翼装，这是一种跳伞服，其面料从手臂下方伸到身体上，并伸到双腿之间以吸收空气，从而在跳伞时可以水平移动。韦斯顿原本将从大桥上方穿越而过，同时跳伞运动员杰布·科利斯将从大桥下方穿过。就在跳伞之前，韦斯顿对科利斯说：“请记住，无论发生什么，都会发生 。”   
韦斯顿错误估计了当时的风速以及他和桥梁直接的距离，事故发生时，韦斯顿以每小时190公里的时速与大桥发生撞击，他的一只腿被切断。 在与桥梁发生剧烈撞击后，韦斯顿的降落伞展开，跌落到离桥面约91米的谷底岩石上，最终因流血过多而死。桥上的观众目击并拍摄了事发经过，摄像机捕捉到了事故发生时人群的反应以及事故对大桥造成的破坏。

## 奖项
- 2002年低空跳伞世界杯（马来西亚吉隆坡） [4]
- Xtreme Skydive-2003年世界低空跳伞锦标赛（马来西亚吉隆坡，2003年1月6日） [2]